# Adjadja
Adjadja é uma aldeia na comuna de Ain Beida, no distrito de Sidi Khouiled, província de Ouargla, Argélia.
A vila está localizada 1 quilômetro (0,62 milhas) a noroeste de Ain Beida e 5,5 quilômetros (3,4 milhas) a leste de Ouargla, capital da província.